# Willi Linden
Willi Linden (* 11. Februar 1922 in Schönfeld; † 1. Juli 2006 in Halle (Saale)) war ein deutscher Jurist und Hochschullehrer für gewerblichen Rechtsschutz an der Martin-Luther-Universität Halle-Wittenberg sowie ein Kunstsammler.

## Leben und Wirken
Er wurde als Sohn einer Landarbeiterfamilie in Schönfeld im Kreuzburger Land, Regierungsbezirk Oppeln, geboren. Lindens Geburtsort Schönfeld war postalisch über Konstadt erreichbar. Er lag nahe der einstigen deutsch-polnischen Grenze. Die Einwohnerzahl betrug vor Ausbruch des Zweiten Weltkrieges 897 Personen.

### Berufsausbildung
Nach Beendigung der Volksschule ließ sich Linden zum Industriekaufmann ausbilden. Er lernte in seiner Lehrzeit insbesondere die Organisation und Kontrolle kaufmännischer Abläufe in einem Unternehmen kennen. Die Lehre betrug drei Jahre und er schloss sie 1939 vor Ausbruch des Zweiten Weltkrieges mit einer Gehilfenprüfung ab. Im Jahre 1941 wurde er zur Wehrmacht eingezogen und erlitt 1943 als Soldat schwere Kriegsverletzungen, darunter den Verlust eines Armes. Als Kriegsversehrter durfte Linden nach kurzer Gefangenschaft an einem Kursus zur Hochschulvorbereitung in Rostock teilnehmen – nunmehr in der Sowjetischen Besatzungszone (SBZ). Durch eine Sonderreifeprüfung konnte er im Alter von 24 Jahren an der Rechts- und Wirtschaftswissenschaftlichen Fakultät der Universität Rostock im Frühjahrssemester 1946 das Jurastudium beginnen.

### Jura-Student
Zum Herbstsemester 1946 verließ Linden den mecklenburgischen Hochschulort und ließ sich an der wiedereröffneten Universität Halle zur Fortsetzung des Studiums immatrikulieren. Das erste Juristische Staatsexamen legte er an der Staats- und Rechtswissenschaftlichen Fakultät der Martin-Luther-Universität Halle-Wittenberg im Dezember 1949 ab. Anschließend absolvierte er den juristischen Vorbereitungsdienst, der zu jener Zeit in der SBZ drei Jahre dauerte. Unmittelbar danach meldete er sich zum zweiten Staatsexamen an, das er im März 1953 ablegen konnte. Mit dem Bestehen dieses Examens erlangte er die Befähigung zum Richteramt.

### Justitiar
Linden wurde zunächst Justitiar im Ministerium für Allgemeinen Maschinenbau der DDR und anschließend in der volkseigenen Wirtschaft. Dort arbeitete er u. a. im Optima Büromaschinenwerk Erfurt und bearbeitete vor allem internationale Patent-, Warenzeichen- und Lizenzfragen. Dienstreisen führten ihn nach Westdeutschland, Belgien, in die Niederlande und nach Schweden, Ägypten, Indien, Burma, dem heutigen Myanmar, sowie nach Indonesien.
Im Rahmen der Kampagne „Bewährte Praktiker an die Hochschulen und Universitäten!“ wurde Linden vom VEB Optima Büromaschinenwerk Erfurt an die Universität Halle mit Wirkung vom 1. Juni 1960 delegiert.

### Hochschullehrer
Im damaligen Institut für Zivilrecht unter Leitung seines kommissarischen Direktors Dornberger (1926–2014) erhielt er zunächst eine Stelle als wissenschaftlicher Mitarbeiter. Am 31. Januar 1967 konnte er dort seine im Vorjahr eingereichte Doktorarbeit zum Lizenzrecht mit der Benotung Summa cum laude verteidigen. Dekan war zu dieser Zeit der habilitierte Professor Büchner-Uhder und der erste Gutachter Friedrich-Karl Winkler vom Institut für Wirtschaftsrecht und Zivilrecht der Universität Halle. Im Jahre 1969 erhielt Linden die Berufung zum Dozenten für das Fachgebiet Gewerblicher Rechtsschutz.
In der Diskussion um den Inhalt der Ausbildung der Wirtschaftsjuristen in der DDR setzte er sich dafür ein, dass die Lehrdisziplin „wissenschaftlich-technischer Rechtsschutz“ die Gebiete Neuererrecht, Patent- und Erfinderrecht, Warenkennzeichnungsrecht, Muster und Modellrecht, internationaler gewerblicher Rechtsschutz sowie innerstaatliches und internationales Lizenzrecht umfassen sollte.
Im Jahre 1978 wurde er zum ordentlichen Universitätsprofessor an der Universität Halle berufen.
Linden heiratete in den 1960er Jahren die für das Pflichtfach Russisch zuständige, promovierte Lektorin an der Juristenfakultät bzw. Sektion Rechtswissenschaft Ingrid Grosche (* 1936), die am 6. März 2018 verstarb. Zur Familie gehörte der Sohn Cornelius Linden.

## Ehrungen
Er wurde mit dem Forschungspreis der Universität Halle 1967 und 1984 ausgezeichnet.
Nach dem 65. Geburtstag des emeritieren Universitätsprofessors für gewerblichen Rechtsschutz erschien eine Festschrift u. a. mit seiner Bibliographie, die alle bis dahin erschienenen Bücher und Aufsätze von Willi Linden aufführte. Zudem war darin eine ganzseitige Abbildung des Geehrten – ohne das obligatorische SED-Parteiabzeichen am Revers – aufgenommen worden. Die Grußworte sprach auf dem Ehrenkolloquium am 11. April 1987 der Wirtschaftsrechtsprofessor der Universität Halle Rolf Schüsseler, Direktor der Sektion Staats- und Rechtswissenschaft.
In Kürschners Deutscher Gelehrten-Kalender wurde der emeritierte Rechtsprofessor Linden mit dem damaligen Wohnort Halle-Neustadt und Veröffentlichungen von ihm aufgenommen. Zur Lehrbefähigung wurde mitgeteilt, dass Linden 1970 die Urkunde über die Facultas Docendi erhielt. Im Herbstsemester 1969/70 vermittelte er den Studierenden des 4. Studienjahres Fachkenntnisse im Erfinder-, Patent- und Lizenzrecht. Die Lehrbefähigung umfasste darüber hinaus das Wirtschafts-, Muster- und Kennzeichnungsrecht.

## Kunstsammler
Er gilt als Kunstsammler. Nach seiner Emeritierung widmete sich Linden verstärkt seiner Sammlung von zeitgenössischen Kunstwerken. Werke der Malerei und Grafik aus seiner Sammlung wurden im Jahre 2020 vom 18. Juli bis 4. September in Halle (Saale) in der Zeitkunst-Galerie gezeigt. Darunter befanden sich vor allem Werke von Karl Erich Müller, Ronald Paris, Gabriele Mucchi, A. R. Penck, Fotis Zaprasis, Otto Mueller und Ralph Penz (* 1954), dessen Wirkungsort Halle war.
Die Künstlerin Susanne Damm-Ruczynski war in der Ausstellung mit der Zinkografie „Speicher“ vertreten. Von der an der Hochschule für Industrielle Formgestaltung Halle, Burg Giebichenstein, ausgebildeten, freischaffenden Malerin und Grafikerin Iris Band (* 1961) war ein Ölgemälde zu besichtigen.
Außerdem gehörten zur Sammlung Kunstwerke von Heinz Felsch, Harald Metzkes und Helmut Schröder.

## Veröffentlichungen
Linden veröffentlichte seine Fachbeiträge in DDR-Fachzeitschriften wie „Staat und Recht“, „Die Wirtschaft“ (ISSN 0323-5343), „Vertragssystem“ (ISSN 0431-4867), „Erfindungs- und Vorschlagswesen“ (ISSN 0232-4962), „Der Neuerer“ (ISSN 0323-3618) und in der „Wissenschaftliche Zeitschrift der Martin-Luther-Universität Halle-Wittenberg. Gesellschafts- und sprachwissenschaftliche Reihe“ (ISSN 0438-4385). Er fand nicht nur in der DDR, sondern auch in der Bundesrepublik Anerkennung. Vor der Wiedervereinigung hielt er einen Vortrag im damaligen Max-Planck Institut für ausländisches und internationales Patent-, Urheber- und Wettbewerbsrecht in München, dem jetzigen Max-Planck-Institut für Innovation und Wettbewerb.

### Aufsätze (Auswahl)
- Stellung und Perspektive der „Patentlizenz“ als Modell einer allgemeinen Rechtsform des internationalen Ideenhandels.[24]
- Wissenschaftlich-technischer Fortschritt – sozialistische Rechtsentwicklung zusammen mit R. Osterland.[25]
- Informationstechnologie und Schutzrechtsentwicklung.[26]

### Dissertationen
- Die Notwendigkeit zur Ausbildung der Fabrikationslizenz als spezifische Rechtsform internationaler lizenzwirtschaftlicher Beziehungen, Universität Halle, Juristische Fakultät, 1967, DNB 482222905, Gutachter: Friedrich-Karl Winkler (1925–1994), Institut für Zivilrecht der Martin-Luther-Universität; Richard Osterland (1924–2015), Technische Universität Dresden, Ingenieurökonomische Fakultät, Institut für Staat und Recht, später 1980 Sektion Betriebswirtschaft der TU Dresden.
- Theoretische Grundfragen des Volkseigentumsrechts an wissenschaftlich-technischen Ergebnissen, ihres Rechtsschutzes und des Vertrages über ihren Austausch (Promotion B) Universität Halle, 1976.[8]

### Herausgeber (Auswahl)
- Lizenzen. Ökonomische und juristische Probleme des Ideenhandels. Verlag Wissenschaftspublizistik der Martin-Luther-Universität, Halle (Saale) 1978, DNB 780647297.

### Ruhestätte
Der Universitätsprofessor, Kunstliebhaber und Vater, Großvater sowie Urgroßvater wurde auf dem Evangelischen Friedhof St. Briccius in Trotha beigesetzt. Dieser Kirchhof wurde – wie die um 1150 errichtete spätromanische Kirche Dorf-Kirche selbst – nach dem Schutz-Patron der Richter benannt.
Auf dem Trothaer Friedhof fand auch der Kunstliebhaber, Architekt und Fotograf am Bauhaus, Erich Consemüller (1902–1957) seine letzte Ruhestätte. Für diesen entwarf der Bildhauer und Grafiker Gerhard Marcks (1889–1981) den Grabstein.